# Plaques de matrícula de Sèrbia

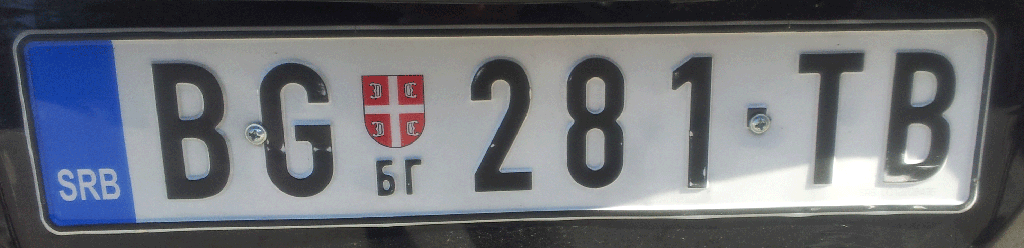
Matrícula de Sèrbia

Les plaques de matrícula dels vehicles de Sèrbia es componen d'un sistema de numeració alfanumèric format per dues lletres que indiquen el codi regional, seguit de tres xifres i dues lletres separades per un guinet (per exemple,  AB 123-AB). El codi regional queda separat de les xifres per l'escut de Sèrbia i sota d'ell, el mateix codi escrit en alfabet ciríl·lic serbi.
El format, establert a partir del gener de 2011, segueix el format de les plaques de matrícula de la UE, afegint una franja blava a l'esquerra on només hi trobem el codi internacional del país, SRB en blanc. Els caràcters són de color negre sobre fons blanc. Les dimensions són 520,5 mm × 112,9 mm.

## Conflicte de les matrícules
Sèrbia i Kosovo, amb la mediació de la Comissió Europea, sembla que han arribat a un acord en l'anomenat conflicte de les matrícules pel qual el govern de Sèrbia es compromet a deixar d'emetre matrícules amb denominacions de ciutats de Kosovo i el govern de Kosovo deixarà de fer accions relacionades amb la rematriculació dels vehicles de la població serbokosovar que circuli amb matrícula de Sèrbia. En virtud d'aquest acord, a partir del 21 de novembre de 2022 i per dos mesos, la possessió de matrícules sèrbies a Kosovo seria penada amb multes, i entre el 21 de gener i el 21 d'abril de 2023 es permetria l'ús de plaques temporals, de manera que l'ús obligatori de matrícules oficials de Kosovo per als serbokosovars s'endarrerirà fins al 22 d'abril de 2023.

## Codificació

Mapa de distribució geogràfica dels codis regionals. En ratllat l'actual Kosovo.

Taula amb els codis regionals (romanitzats a l'alfabet croat llatí i l'original en ciríl·lic serbi):
| Codi  | Codi      | Nom Regió           | Municipis inclosos dins la regió |
| Llatí | Ciríl·lic | Nom Regió           | Municipis inclosos dins la regió |
| ----- | --------- | ------------------- | --- |
| AL    | АЛ        | ALeksinac           | Aleksinac |
| AR    | АР        | ARanđelovac         | Aranđelovac |
| AC    | АЦ        | AleksandrovaC       | Aleksandrovac |
| BB    | ББ        | Bajina Bašta        | Bajina Bašta |
| BG    | БГ        | BelGrade            | Barajevo, Voždovac, Vračar, Grocka, Zvezdara, Zemun, Lazarevac, Mladenovac, Novi Beograd, Obrenovac, Palilula, Rakovica, Savski Venac, Sopot, Stari Grad, Surčin, Čukarica |
| BO    | БО        | BOr                 | Majdanpek, Bor |
| BP    | БП        | Bačka Palanka       | Bačka Palanka |
| BT    | БТ        | Bačka Topola        | Bačka Topola |
| BĆ    | БЋ        | BogatiĆ             | Bogatić |
| BU    | БУ        | BUjanovac           | Bujanovac |
| BČ    | БЧ        | BeČej               | Bečej |
| VA    | ВА        | VAljevo             | Lajkovac, Ljig, Mionica, Osečina, Valjevo |
| VB    | ВБ        | Vrnjačka Banja      | Vrnjačka Banja |
| VL    | ВЛ        | VLasotince          | Vlasotince |
| VP    | ВП        | Velika Plana        | Velika Plana |
| VR    | ВР        | VRanje              | Bosilegrad, Vladičin Han, Preševo, Trgovište, Vranje |
| VS    | ВС        | VrbaS               | Vrbas |
| VŠ    | ВШ        | VrŠac               | Bela Crkva, Plandište, Vršac |
| GL    | ГЛ        | GnjiLane            | Vitina, Kosovska Kamenica, Novo Brdo, Gnjilane |
| GM    | ГМ        | Gornji Milanovac    | Gornji Milanovac |
| DE    | ДЕ        | DEspotovac          | Despotovac |
| ĐA    | ЂА        | ĐAkovica            | Dečani, Đakovica |
| ZA    | ЗА        | ZAječar             | Boljevac, Sokobanja, Zaječar |
| ZR    | ЗР        | ZRenjanin           | Žitište, Novi Bečej, Nova Crnja, Sečanj, Zrenjanin |
| IN    | ИН        | INđija              | Inđija |
| IC    | ИЦ        | IvanjiCa            | Ivanjica |
| JA    | ЈА        | JAgodina            | Rekovac, Jagodina |
| KA    | КА        | KAnjiža             | Kanjiža |
| KC    | KЦ        | KoCeljeva           | Koceljeva |
| KV    | КВ        | KraljeVo            | Kraljevo |
| KG    | КГ        | KraGujevac          | Batočina, Knić, Lapovo, Rača, Kragujevac |
| KŽ    | КЖ        | KnjaŽevac           | Knjaževac |
| KI    | КИ        | KIkinda             | Čoka, Novi Kneževac, Kikinda |
| KL    | КЛ        | KLadovo             | Kladovo |
| KM    | КМ        | Kosovska Mitrovica  | Vučitrn, Zvečan, Zubin Potok, Leposavić, Srbica, Kosovska Mitrovica |
| KO    | КО        | KOvin               | Kovin |
| KŠ    | КШ        | KruŠevac            | Brus, Varvarin, Ćićevac, Kruševac |
| LB    | ЛБ        | LeBane              | Lebane |
| LE    | ЛЕ        | LEskovac            | Bojnik, Medveđa, Crna Trava, Leskovac |
| LO    | ЛО        | LOznica             | Krupanj, Ljubovija, Mali Zvornik, Loznica |
| LU    | ЛУ        | LUčani              | Lučani |
| NV    | НВ        | Nova Varoš          | Nova Varoš |
| NG    | НГ        | NeGotin             | Negotin |
| NI    | НИ        | NIš                 | Doljevac, Gadžin Han, Merošina, Ražanj, Svrljig, Niš |
| NP    | НП        | Novi Pazar          | Novi Pazar |
| NS    | НС        | Novi Sad            | Bač, Bački Petrovac, Beočin, Žabalj, Srbobran, Sremski Karlovci, Temerin, Titel, Novi Sad                                                                                  |
| PA    | ПА        | PAnčevo             | Alibunar, Kovačica, Opovo, Pančevo |
| PB    | ПБ        | PriBoj              | Priboj |
| PE    | ПЕ        | PEć                 | Istok, Klina, Peć |
| PŽ    | ПЖ        | PoŽega              | Požega |
| PZ    | ПЗ        | PriZren             | Gora, Orahovac, Suva Reka, Prizren |
| PI    | ПИ        | PIrot               | Babušnica, Bela Palanka, Dimitrovgrad, Pirot |
| PK    | ПК        | ProKuplje           | Blace, Žitorađa, Kuršumlija, Prokuplje |
| PN    | ПН        | ParaćiN             | Paraćin |
| PO    | ПО        | POžarevac           | Veliko Gradište, Golubac, Žabari, Žagubica, Kučevo, Malo Crniće, Požarevac                                                                                                 |
| PP    | ПП        | PrijePolje          | Prijepolje |
| PR    | ПР        | PRiština            | Glogovac, Kosovo Polje, Lipljan, Obilić, Podujevo, Priština |
| PT    | ПТ        | PeTrovac            | Petrovac |
| RA    | РА        | RAška               | Raška |
| RU    | РУ        | RUma                | Irig, Pećinci, Ruma |
| SA    | СА        | SentA               | Ada, Senta |
| SM    | СM        | Sremska Mitrovica   | Sremska Mitrovica |
| SV    | СВ        | SVilajnac           | Svilajnac |
| SD    | СД        | SmeDerevo           | Smederevo |
| SJ    | СЈ        | SJenica             | Sjenica |
| SO    | СО        | SOmbor              | Apatin, Kula, Odžaci, Sombor |
| SP    | СП        | Smederevska Palanka | Smederevska Palanka |
| ST    | СТ        | STara Pazova        | Stara Pazova |
| SU    | СУ        | SUbotica            | Mali Iđoš, Subotica |
| SC    | СЦ        | SurduliCa           | Surdulica |
| TO    | ТО        | TOpola              | Topola |
| TS    | ТС        | TrStenik            | Trstenik |
| TT    | ТТ        | TuTin               | Tutin |
| ĆU    | ЋУ        | ĆUprija             | Ćuprija |
| UB    | УБ        | UB                  | Ub |
| UE    | УЕ        | UžicE               | Arilje, Kosjerić, Čajetina, Zlatibor, Užice |
| UR    | УР        | URoševac            | Kačanik, Uroševac, Štimlje, Štrpce |
| ČA    | ЧА        | ČAčak               | Čačak |
| ŠA    | ША        | ŠAbac               | Vladimirci, Šabac |
| ŠI    | ШИ        | ŠId                 | Šid |

## Altres tipus

### Cos diplomàtic

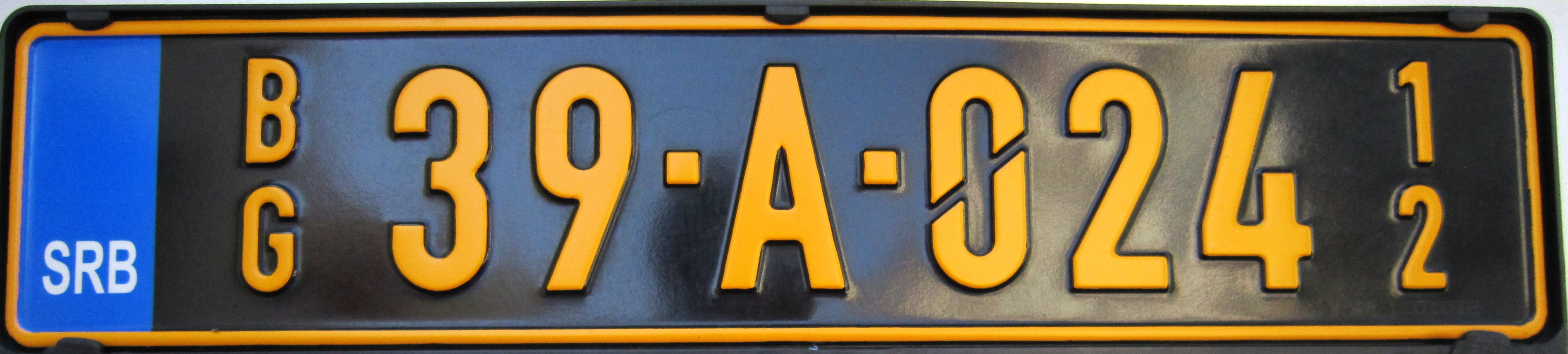
Matrícula diplomàtica, en aquest cas de la delegació francesa (39=França)

Els vehicles diplomàtics d'ambaixades estrangeres, consolats, personal consular i diplomàtic i de diverses organitzacions internacionals s'han donat les plaques amb un format distintiu de dos (o tres) xifres, una lletra, tres xifres (per exemple, 12 (3) A-456).
Els vehicle propietat del personal diplomàtic o de personal acreditat, porten les plaques amb caràcters impresos en color groc sobre un fons negre. mentre que els vehicles propietat d'una agència de premsa estrangera, un representant cultural estranger o d'oficina d'una empresa estrangera i/o del seu personal, portes les plaques plaques amb els caràcters negres sobre fons groc.
El primer grup de tres xifres (123) identifica el país o l'organització a la qual s'ha emès la placa, el segon grup de tres nombres (456) és un número de sèrie. La lletra del mig (A) indica l'estat del propietari del vehicle:
- La lletra A indica que es tracta de personal diplomàtic - Ambaixada.
- La lletra M indica que es tracta de personal no diplomàtic però acreditat - Missió diplomàtica.
- La lletra P indica que es tracta de personal o propietat d'una agència de notícies o representació cultural - Premsa.
- La lletra E indica que es tracta de personal o propietat d'una empresa estrangera - Economia
- L'adhesiu oval addicional CMD indica que es tracta d'un vehicle utilitzat pel cap d'una missió diplomàtica - Cap de Missió Diplomàtica
- L'adhesiu oval addicional CD indica que es tracta d'un vehicle utilitzat per una persona amb estatus diplomàtic - Corps Diplomatique.

A més a més, les plaques tenen a la part esquerra (després de la ratlla blava) dues lletres inicials més petites en sentit vertical que indiquen la ciutat en què van ser emeses (BG de Belgrad) i dos xifres en el costat dret que indica l'any dels que són vàlids (per exemple, 12 per a 2012).

### Ciclomotors
Els ciclomotors utilitzen encara el mateix tipus de plaques anteriors a les noves del 2011.

### Vehicle lents
Els vehicles lents utilitzen plaques amb el fons groc. El sistema és com el format antic, porten el codi de la regió de dues lletres i a continuació les xifres.

### Remolcs
En els remolcs s'inverteix el sistema utilitzat per als vehicles civils. Primer trobem la lletra de sèrie, després les xifres i al final el codi regional. Les plaques més antigues tenen fins a sis caràcters.

### Vehicle militars
Les plaques militars porten només una lletra, l'escut i quatre xifres.

### Vehicles policials
Els vehicles de la policia porten la lletra П (P), l'escut i sis xifres separades en dos grups de tres per un punt.